# 松原弘宣
松原 弘宣（まつばら ひろのぶ、1946年〈昭和21年〉2月16日- ）は、日本史学者。専門は日本古代史。愛媛大学名誉教授。

## 経歴
1946年、岐阜県生まれ。関西学院大学文学部史学科で学び、同大学大学院文学研究科に進学。1975年、博士後期課程を満期退学。
1978年、愛媛大学教養部講師に就いた。1980年に助教授、1990年に教授昇格。1989年、学位論文『日本古代水上交通史の研究』を関西学院大学に提出して文学博士号を取得。1996年に法文学部教授に配置換え。2011年に愛媛大学を定年退任し、名誉教授となった。

## 研究内容・業績
専門は日本古代史。古代日本の水上交通を専門とした。

## 著作
著書
- 『日本古代水上交通史の研究』吉川弘文館 1985
- 『古代の地方豪族』吉川弘文館 1988
- 『熟田津と古代伊予国』創風社出版 1992
- 『藤原純友』吉川弘文館(人物叢書) 1999
- 『古代国家と瀬戸内海交通』吉川弘文館 2004
- 『古代瀬戸内の地域社会』同成社(古代史選書) 2008
- 『日本古代の交通と情報伝達』汲古書院 2009
- 『古代四国の諸様相』創風社出版 2011
- 『私と古代史研究』創風社出版 2011
- 『日本古代の支配構造』塙書房 2014

共著編
- 『瀬戸内海地域における交流の展開』(古代王権と交流 6) 編 名著出版 1995
- 『古代東アジアの情報伝達』藤田勝久共編 汲古書院 2008
- 『東アジア出土資料と情報伝達』藤田勝久共編 汲古書院 2011
- 『日本史における情報伝達』水本邦彦共編 創風社出版 2012

論文
- 「阿波国府の文書行政と勘籍関連木簡」『愛媛大学法文学部論集.人文学科編』29, 2010年, 33-72頁. doi
- 「駅制と文書伝達」『愛媛大学法文学部論集.人文学科編』25, 2008年, 1-29頁. doi